# Gammick Entertainment
Gammick Entertainmen S.L. es una empresa española dedicada a la producción, desarrollo y distribución de videojuegos.

Además de la producción y desarrollo de videojuegos con empresas externas, Gammick Entertainment tuvo su propio estudio de investigación y desarrollo interno llamado Gammick Studios

## Videojuegos
| N.º | Título                              | Publicador                                            | Año       | Plataforma                             |
| --- | ----------------------------------- | ----------------------------------------------------- | --------- | -------------------------------------- |
| 1.  | Little Red Riding Hood's Zombie BBQ | Destineer Gammick Entertainment                       | 2008 2009 | Nintendo DS Nintendo DSiWare           |
| 2.  | Elite Forces: Unit 77               | Deep Silver Koch Media                                | 2009      | Nintendo DS                            |
| 3.  | Animal Boxing                       | Destineer Gammcik Entertainment Gammcik Entertainment | 2008 2011 | Nintendo DS Nintendo DSiWare           |
| 4.  | Fritz Chess                         | Deep Silver Gammick Entertainment                     | 2009      | Nintendo DS, Wii, PlayStation 3 iPhone |
| 5.  | Family & Friends Party              | Gammick Entertainment                                 | 2009      | WiiWare                                |
| 6.  | Penguins & Friends                  | Gammick Entertainment Gammick Entertainment           | 2009      | WiiWare                                |